# Rhantus yessoensis
Rhantus yessoensis is een keversoort uit de familie waterroofkevers (Dytiscidae). De wetenschappelijke naam van de soort is voor het eerst geldig gepubliceerd in 1891 door Sharp.